# Fluchthorn
Das Fluchthorn (rätoromanisch Piz Fengaⓘ) ist ein Bergmassiv in der östlichen Silvretta auf der Grenze zwischen Österreich und der Schweiz. Mit 3396 m ü. M. (Schweizer Messung) bzw. 3397 m ü. A. (österreichische Messung) ist der knapp auf Schweizer Seite liegende Mittelgipfel der höchste Punkt des Fluchthorns und das Fluchthorn – nach dem 3411 m ü. M. hohen Piz Linard – der zweithöchste Berg der Silvretta.
Der Südgipfel war, bis dieser am 11. Juni 2023 bei einem Bergsturz von rund einer Million Kubikmeter Gestein abbrach, mit 3398 m ü. M. (Schweizer Messung) bzw. 3399 m ü. A. (österreichische Messung) der höchste Gipfel des Fluchthorns. Er hat nach einer Messung des Landes Tirol nun eine Höhe von 3380 m ü. A.

## Lage
Politisch liegt das Fluchthorn auf der Grenze zwischen der österreichischen Gemeinde Galtür und einer Exklave der Schweizer Gemeinde Valsot.
Orografisch gehört das Fluchthorn vollständig zum Paznaun, ist also nicht Grenzberg des Engadins. Dennoch entwässern die Flanken des Berges über das westlich gelegene Jamtal und das östlich gelegene Fimbatal via Paznaun ebenfalls ins Flusssystem von Inn und Donau.
Das Fluchthorn liegt an der Sprachgrenze zwischen dem Deutschen und dem Rätoromanischen.

## Höhe

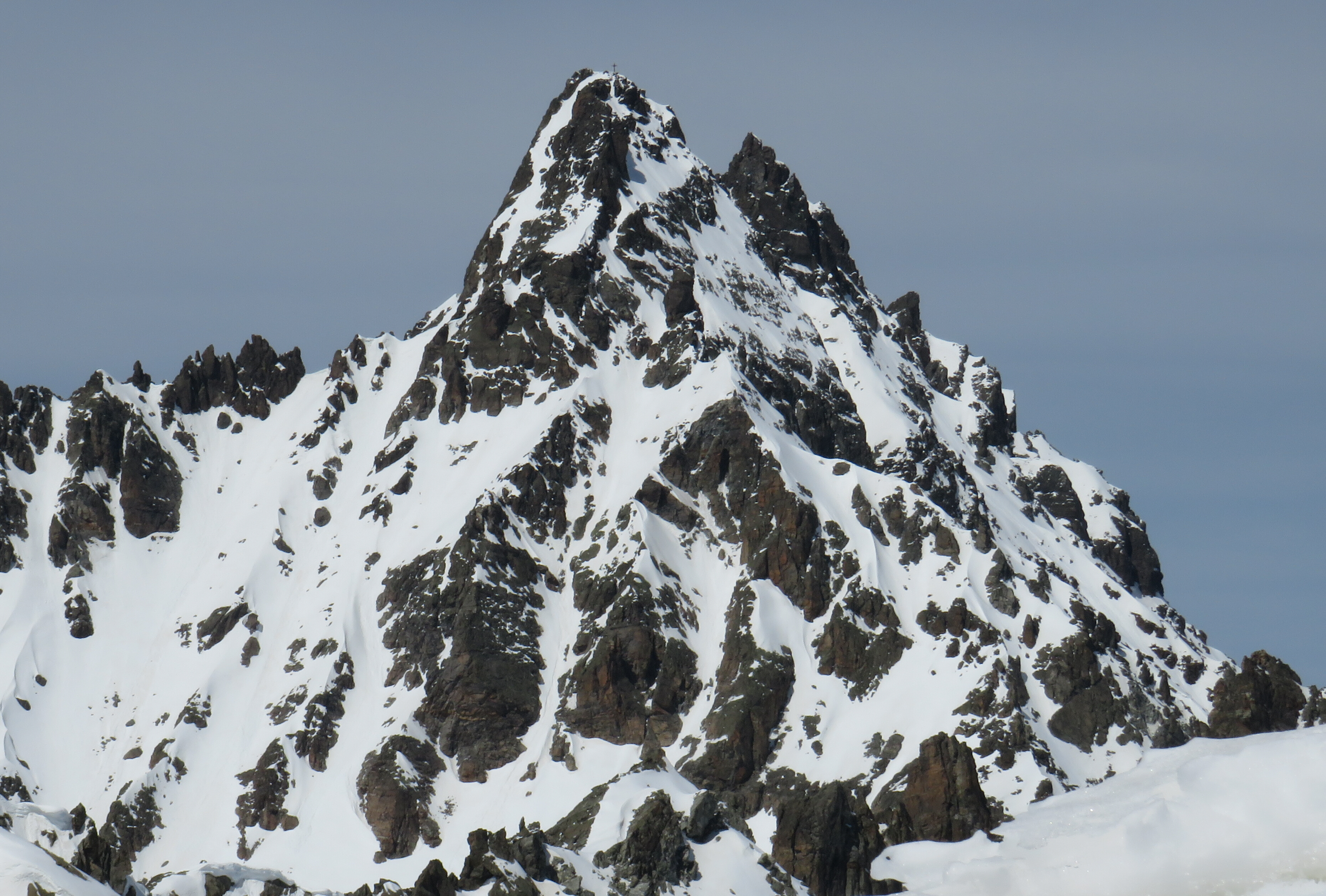
Blick im Jahr 2022 von Südsüdosten auf das Fluchthorn.

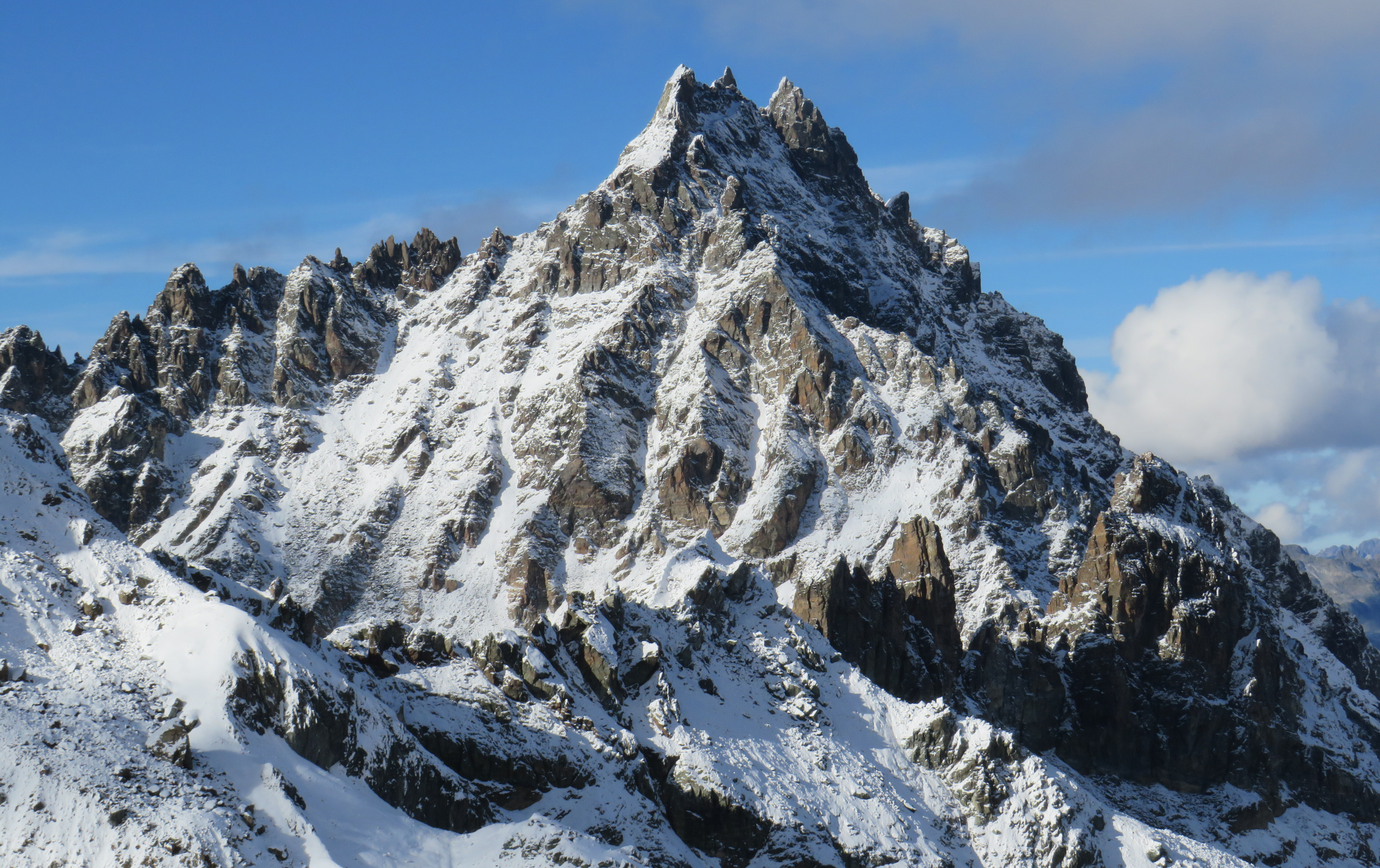
Blick im Oktober 2023 von Südsüdosten auf das Fluchthorn: Fluchthorn-Südgipfel, rechts dahinter der Mittelgipfel (höchster Punkt), links die Weilenmannrinne.

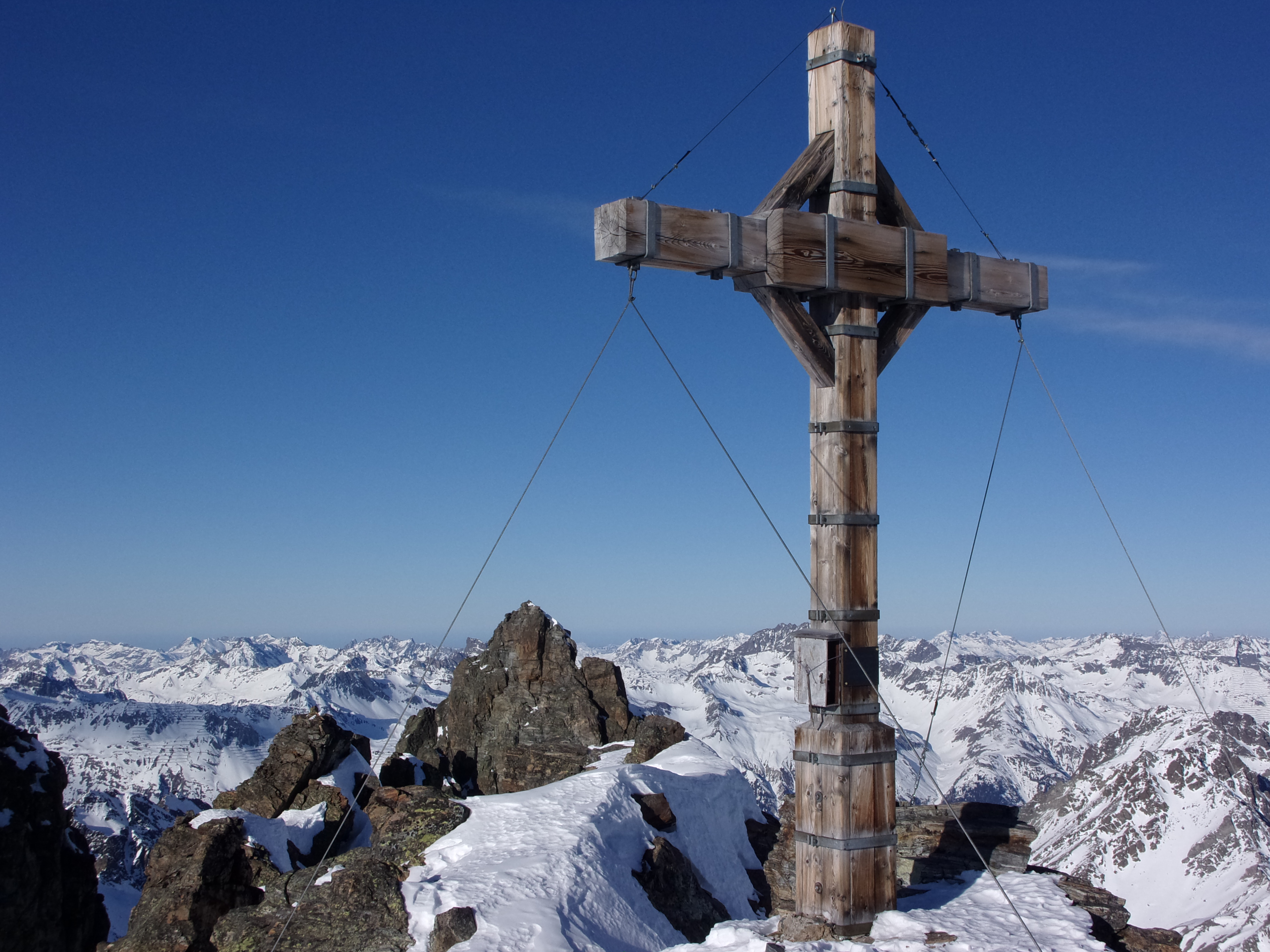
Das bis zum 11. Juni 2023 auf dem Südgipfel stehende Kreuz mit Blick zum damals etwa 280 m entfernten Mittelgipfel.

Das Fluchthorn ist ein viergipfliges Bergmassiv.
Die Österreichische Karte bezeichnet drei der Gipfel als Nördliches Fluchthorn, Mittleres Fluchthorn und Südliches Fluchthorn, mit den Höhenangaben 3309 m, 3397 m und 3399 m. Knapp südlich des Nördlichen Fluchthorns liegt jedoch noch ein vierter namenloser Gipfel, der mit 3340 m höher liegt als das Nördliche Fluchthorn, vom Laraintal aus gesehen jedoch vom Nördlichen Fluchthorn verdeckt ist.
Die Landeskarte der Schweiz bezeichnete einzig den südlichsten Gipfel, und zwar mit Fluchthorn Piz Fenga und der Höhenangabe 3398,0 m. Dieser wurde auch als Triangulationspunkt genutzt. Die weiteren Gipfel des Fluchthornmassivs führt sie (Stand: 13. Juni 2023) als namenlose Höhenkoten mit 3396, 3340 und 3316 m auf.
Nach dem Bergsturz am Südgipfel liegt der neue Südgipfel im Vergleich zum abgebrochenen Gipfel 19 Meter niedriger und rund 30 Meter weiter nordöstlich.
Die Gipfelmessung variiert nicht nur nach den beiden beteiligten Ländern, sondern auch über die Zeit:
- Die Dufourkarte betrachtete im 19. Jahrhundert das Mittlere Fluchthorn als den höchsten Gipfel und notierte eine Höhe von 3396 m.[4] Die Fortführung der Dufourkarte bis Mitte des 20. Jahrhunderts bezeichnete – bis 2023 zu Recht – das Südliche Fluchthorn als den höchsten Gipfel, und zwar mit 3403 m, also um 7 m höher als vorher.[5] Position und Höhe waren identisch mit der Siegfriedkarte derselben Zeitspanne.[6]
- Die Siegfriedkarte gibt die Höhe des Mittleren Fluchthorns von 1898 bis 1950 mit 3402 m an. Die modernen Karten der Schweizerischen Landestopografie geben die Höhe seit 1951 mit 3397 m an.[7]
- Das Nördliche Fluchthorn an der Gratscheide Richtung Gamshorn und Gamspleisspitze wird von den Schweizerkarten mit 3316–3317 m sieben bis acht Meter höher angegeben als auf der Österreichischen Karte, im österreichischen Kartenwerk basemap wird jedoch mittlerweile ebenfalls 3317 m angegeben.

Die Dominanz des Berges verschafft Besteigern ein weites Gipfelpanorama.
Die Sektion Heidelberg des Deutschen Alpenvereins stiftete das Gipfelkreuz im Jahr 1989 anlässlich des 100-jährigen Bestehens ihrer Heidelberger Hütte am Fuße des Berges.

## Name

### Fluchthorn
Den deutschen Namen Fluchthorn teilt der Berg mit dem 3795 m hohen Fluchthorn in den Walliser Alpen. Der Name stammt aus der lokalen Jägersprache und bezieht sich auf die Rückzugsmöglichkeiten der gejagten Gämsen.
Das Mittlere Fluchthorn trug im 19. Jahrhundert, als dieser Gipfel als der höchste der Gruppe galt, auch den Namen Rennerspitze, nach dem Stuttgarter Alpenpionier E. Renner. Bisweilen wurde früher auch der Name Grenzspitze verwendet.

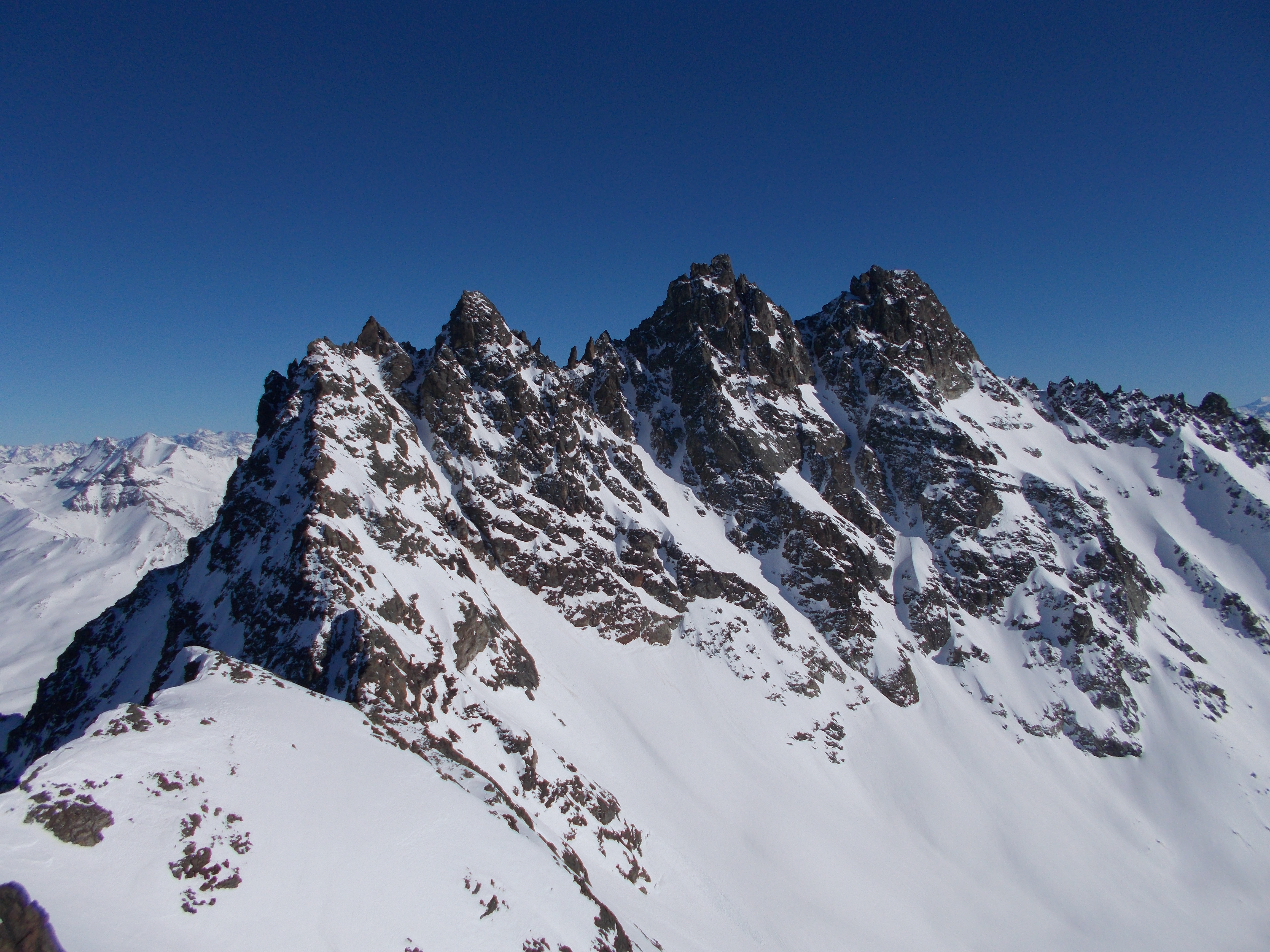
Das Fluchthorn im Winter 2018/19 von Westnordwesten von der Schnapfenspitze (3219 m) gesehen.

1774 wurde das Fluchthorn mitsamt der ganzen Kette bis zur Gamspleisspitze auf den Karten des Atlas Tyrolensis als Wälsch Berg sowie die heutige Fimberalpe als Wälsch Alpe bezeichnet.

### Piz Fenga
Der rätoromanische Name Piz Fenga für das Fluchthorn bezieht sich auf die östlich unter dem Gipfel liegende Val Fenga (deutsch Fimbatal), die die Silvrettagruppe von der östlich angrenzenden Samnaungruppe trennt. Der auf der östlichen Talseite liegende 2725 m hohe Piz Fenga Pitschna (wörtlich Kleinfimberspitze), der keine alpinistische Herausforderung darstellt, zählt somit zur Samnaungruppe und ist vom Fluchthorn zu unterscheiden.

## Vergletscherung
Im 19. Jahrhundert waren die Gletscher um das Fluchthorn herum miteinander zu einem einzigen Gletschergebiet verbunden: Larainferner, Fluchthornferner, Kronenferner und Vadret da Fenga. Auch die Krone war von Gletschern umgeben. Heute sind, abgesehen vom Larainferner, alle Gletscher zu Relikten geschrumpft, und die Eisfelder sind nicht mehr miteinander verbunden. Nach dem Rückzug des Fluchthornferners war in dessen Vorfeld eine Seenplatte mit sechs Bergseen entstanden. Über deren Nordteil fegte der Bergsturz vom 11. Juni 2023 hinweg.

## Erstbesteigungsgeschichte

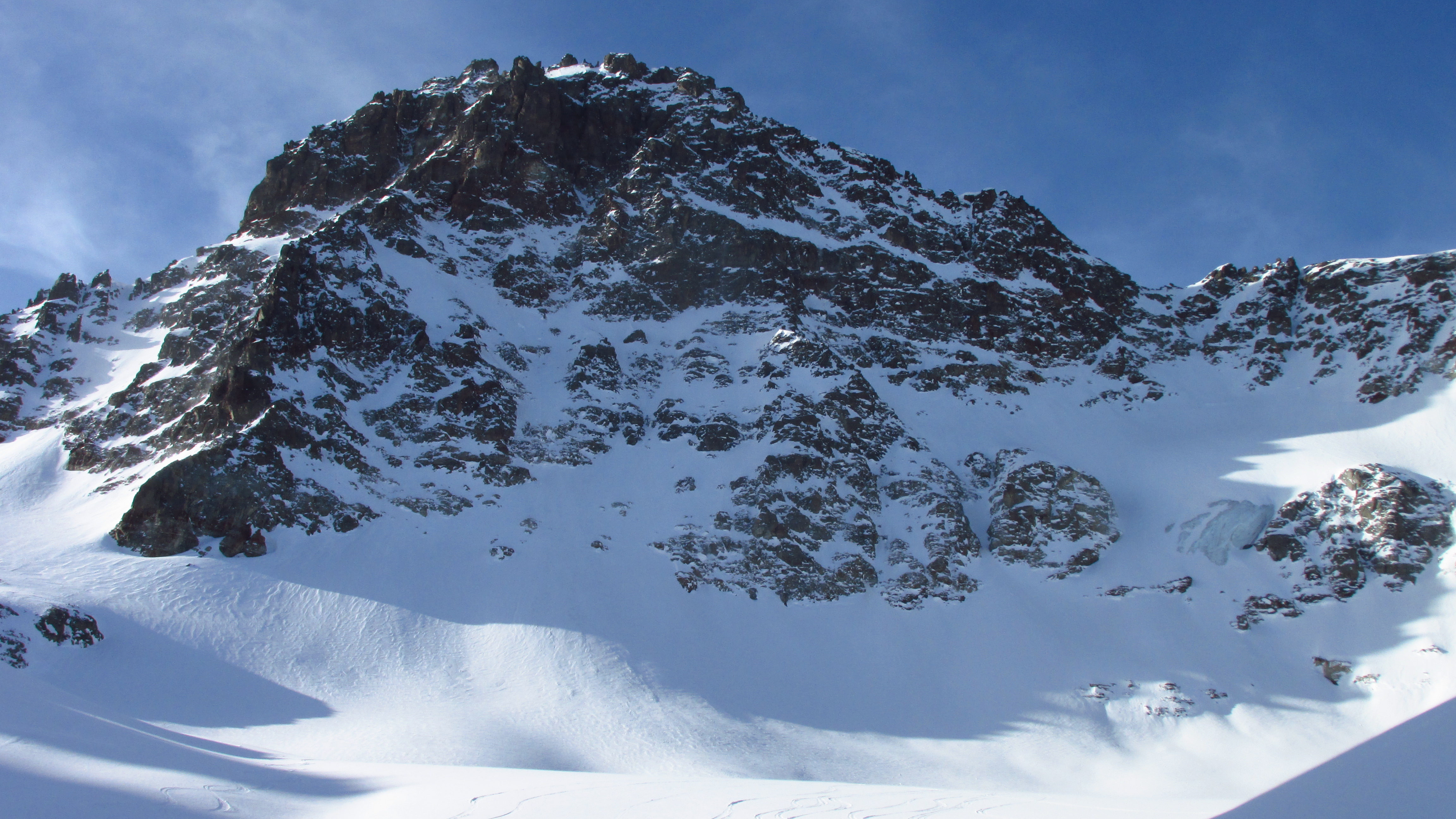
Fluchthorn aus dem Laraintal, so, wie Weilenmann es sah. Rechts ein Rest vom Larain-Hängegletscher

Johann Jakob Weilenmann war ein Kaufmann aus dem Schweizer St. Gallen. Ihm fiel das Fluchthorn schon lange durch seine alles Andere in der Umgebung überragende Gestalt auf. Von den Bergen um St. Gallen herum beobachtete er oft, dass es abends als letzter Berg in der Sonne leuchtete, woraus er auf eine enorme Höhe des Massivs schloss. Auch beobachtete er es oft vom Säntis sowie von anderen Gipfeln in Graubünden. So wuchs in ihm der Wunsch, diesen Berg zu erkunden und zu ersteigen. Zuerst wollte er dies mit einem Hirten und Viehhändler, der auf der Vermuntalpe tätig war, tun. Weilenmann reiste durchs Montafon zur Erstbesteigung an. Einheimische, die er nach dem Fluchthorn fragte, wiesen ihm stets den Weg zum Piz Buin, den ihnen bekannten höchsten Berg der Gegend, da das Fluchthorn aus dem Talgrund des Montafons nicht sichtbar ist. Der Hirte bekam jedoch überraschend Besuch von Schweizer Viehhändlern, so dass er Weilenmann absagte. Dieser reiste übers Zeinisjoch nach Galtür weiter und bestieg dort die Gorfenspitze zur Erkundung. Eher als zweite Wahl engagierte er dann Franz Anton Pöll alias «Pöllele», einen Bauern, Hirten und Gämsjäger aus dem Paznauner Weiler Valzur. Er war auf der Larainalpe nördlich des Fluchthorns tätig. Da es weder Telefon noch Ähnliches zur Terminvereinbarung gab, musste Weilenmann Pöll im Laraintal suchen. Dabei bestieg er die Larainfernerspitze (3009 m).

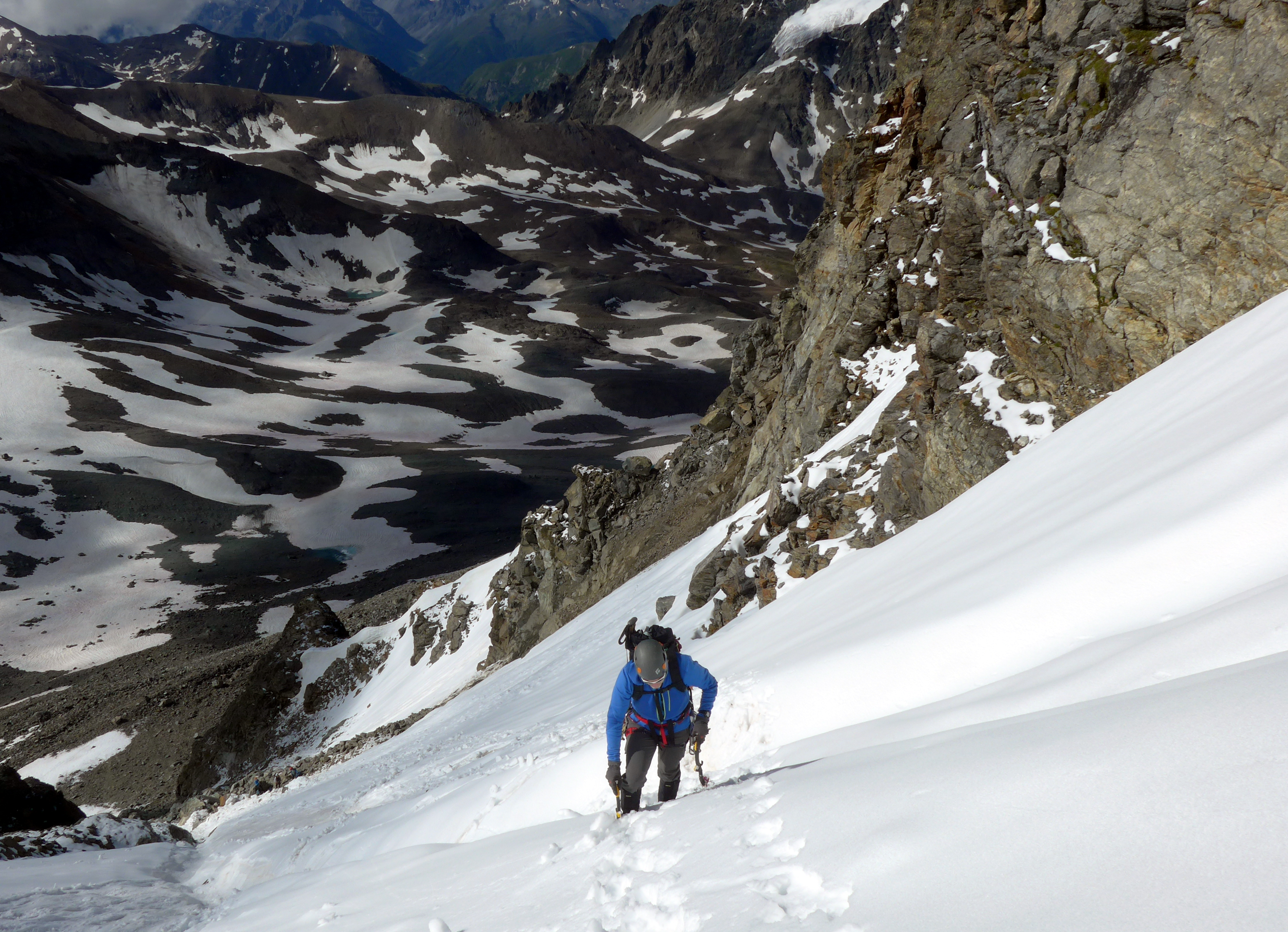
Weilenmannrinne im Juli 2020, vor der Ausaperung im Sommer.

Zum Tag der Erstbesteigung existieren widersprüchliche Quellen. Vor Sonnenaufgang des 12. Juli 1861 zogen sie, den Kamm zwischen Fluchthorn und Gamspleisspitze überschreitend, los. Weilenmann, der das Fluchthorn oft von Westen und Süden sah, erkannte es von Norden nicht wieder. Deshalb meinte er, die Krone (3187 m) südlich des Zahnjochs sei das Fluchthorn. Dieser Irrtum ist, auch aufgrund der ausreichend genauen Dufourkarte, welche Weilenmann nutzte, aus heutiger Sicht nicht ganz nachvollziehbar. Allerdings ist die Krone wie auch das Fluchthorn eine Ansammlung von in Nord-Süd-Richtung aneinandergereihter, schroffer Zacken. Nicht ahnend, dass er seinem Ziel schon sehr nahe war, gingen sie am Ostfuß des Fluchthorns entlang zum Zahnjoch (2947 m), um die Krone zu erreichen. Erst auf dem Joch bemerkte er seinen Irrtum. Weilenmann bezeichnete die Krone fortan als «Pseudo-Fluchthorn». Diese Irrung führte die beiden – allerdings eher zufällig – zum geeignetsten Aufstieg, der durch das später Weilenmannrinne genannte Couloir in der Südflanke des Südlichen Fluchthorns führte. Die mit Schnee gefüllte Rinne war lawinengefährlich. Weilenmann war an jenem Tag in ausgesprochen schlechter Verfassung. Es war eher Pöll, der voranging. Dennoch erreichten die beiden gegen 10 Uhr den Gipfel.

## Bergsturz am Südgipfel 2023

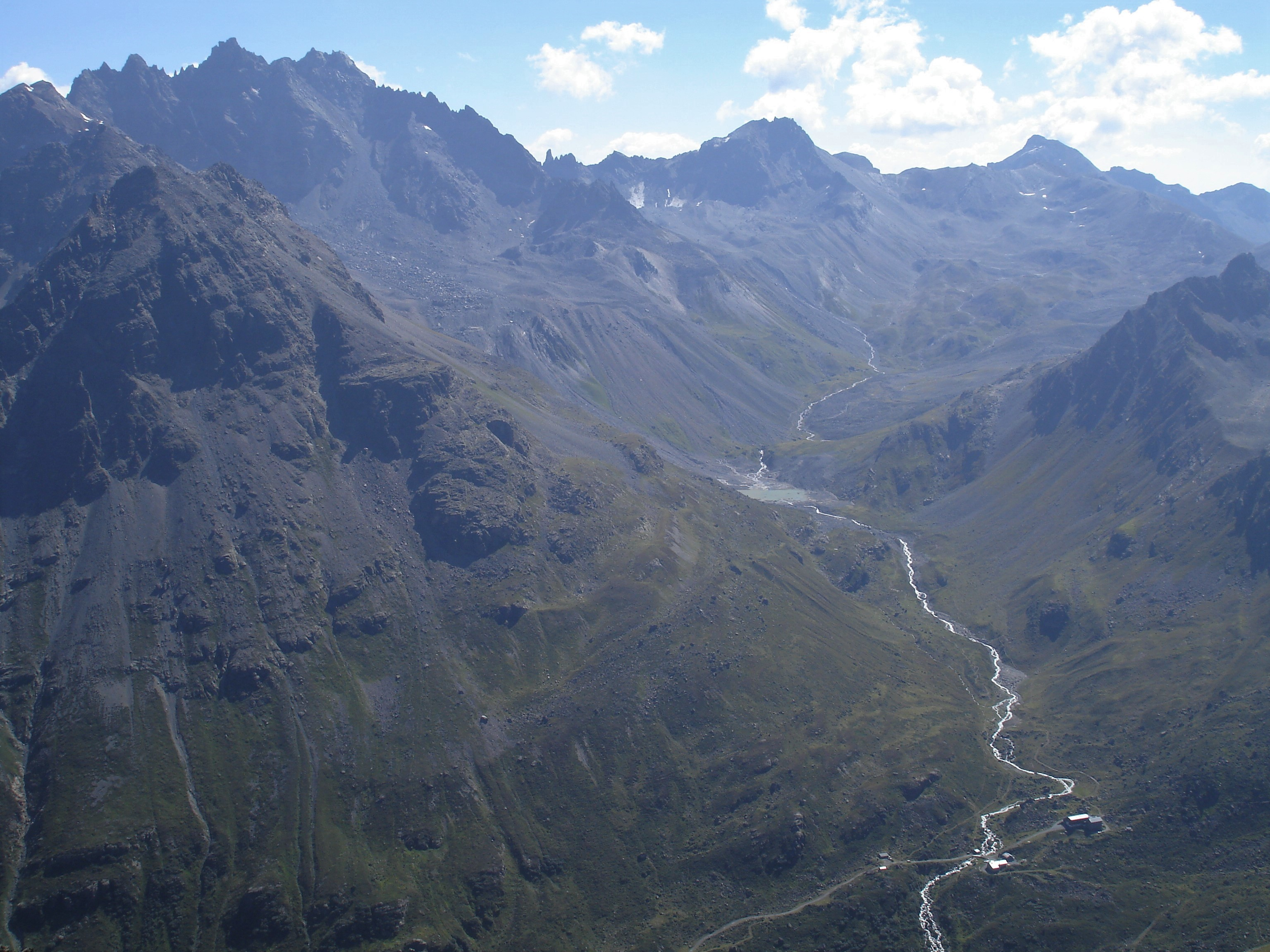
Blick von Westen, von der Getschnerscharte, auf das Bergsturzgebiet: In der Mitte das zu einem See angestaute Breite Wasser. Unten rechts Jamtalhaus und links davor, nahe am Futschölbach, der Stützpunkt der Bergrettung.

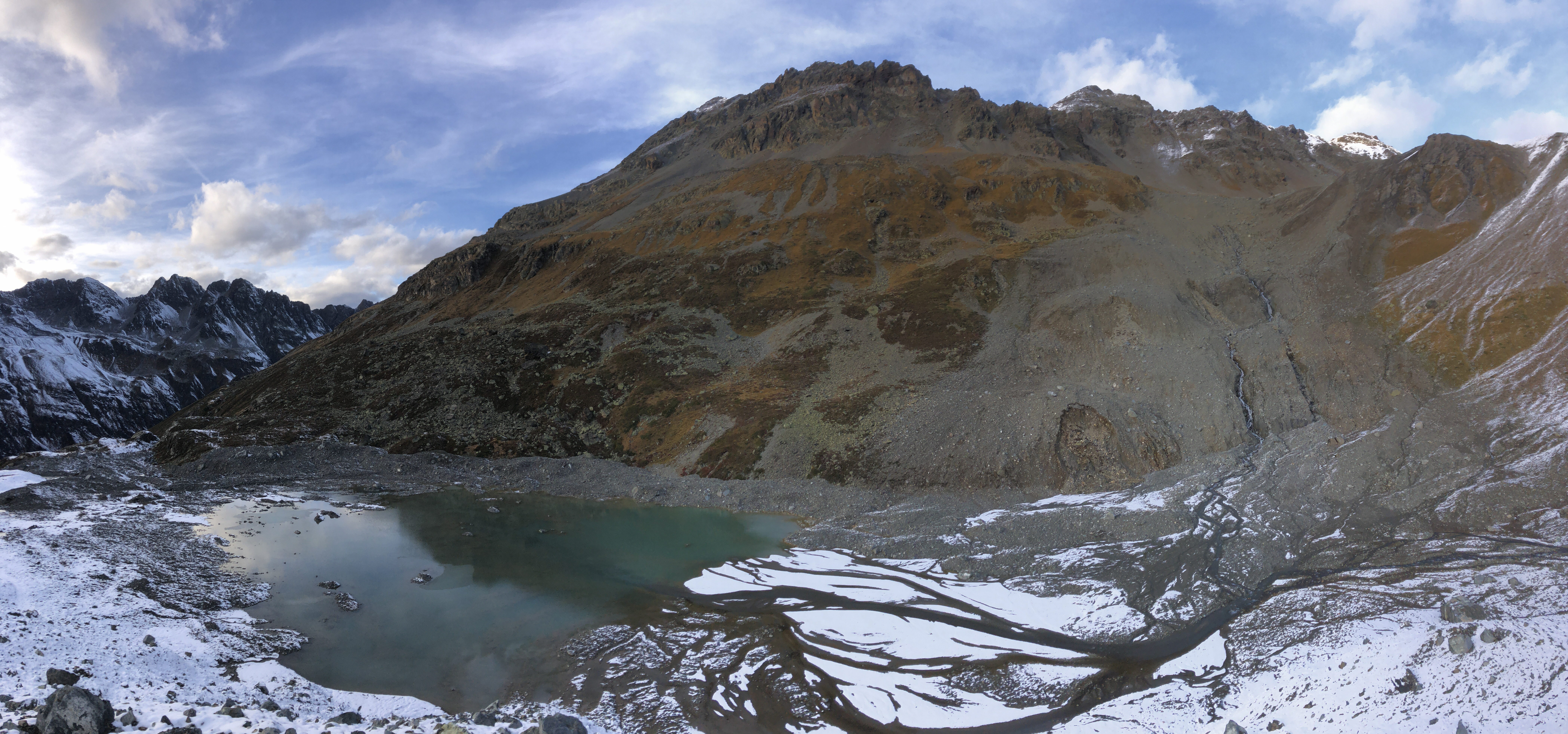
Bergsturzgebiet Fluchthorn Südgipfel im Bereiche Breites Wasser im Futschöltal mit dem neu entstandenen See

Am 11. Juni 2023 gegen 15:05 Uhr MESZ brachen bei einem Bergsturz etwa 1.000.000 m³ Gestein samt dem Gipfelkreuz vom bis dahin 3399 m ü. A. hohen Südgipfel ab.
Der Schutt des Abbruchs an der Nordwestflanke des südlichen Fluchthorngipfels lief zunächst nach Westen die steile Gipfelflanke hinunter, dann weiter über den noch schneebedeckten Fluchthornferner und stieß samt dem von der Reibungswärme geschmolzenen Schnee und Eis in die über 2650 m hoch gelegene und von drei Seen gefüllte Karmulde ⊙ über dem Futschöltal, wo die Masse des Gesteinsschutts nach rund 1,5 Kilometern Weg zum Stillstand kam. Der wässerige Anteil der Mure und das von dem Ereignis verdrängte Wasser der Karseen hingegen stoben in einer schlammigen Spritzwasserwolke auf, die über den Rand der Karmulde schwappte, sich nach etwa einem weiteren Kilometer in der rund 2350 m hoch gelegenen Breites Wasser genannten Verebnung ⊙ des Futschölbachs niederschlug und dieses zu einem See anstaute. Von hier floss sodann im Talboden ein schlammiger Wasserschwall über den Futschölbach ab. Er passierte dabei die knapp vier Kilometer westlich des Gipfels gelegene Jamtalhütte und das benachbarte, näher am Bach liegende Ausbildungszentrum der Tiroler Bergrettung, ohne Schäden an Gebäuden anzurichten. Es gab keine Hinweise auf Opfer. Ein Bergretter konnte einige Minuten des nur kurz dauernden Laufs der Mure filmen.
Der Bergsturz löste ein schwaches Erdbeben mit der Magnitude 1,4 aus. Die Erschütterungen begannen um 13:05:18 UTC (15:05:18 MESZ) und hielten über 100 Sekunden an. In Galtür soll der Bergsturz jedoch zunächst nicht bemerkt worden sein.
Bei einer Hubschrauber-Befliegung des Abbruchgebietes in den Tagen nach dem Bergsturz wurden vom Land Tirol Laserscanning-Daten zur Messung der Kubatur gewonnen.
Als Folge des Murgangs im Bereich des Futschöltals veränderte sich das Landschaftsbild deutlich. So wurde der Bewuchs auf der orografisch rechten Seite oberhalb des Gebietes Breites Wasser nahezu vollständig verschüttet, und eine große Geröllhalde mit Bachläufen, die sich den Hang herunterzieht, ist zurückgeblieben; durch das abgelagerte Geröll wurde auch der Wanderweg im Tal in diesem Bereich größtenteils zerstört. Der mäandernde Bachlauf hat sich zu einem See gewandelt, der nahezu die gesamte Breite des Talbodens bedeckt, und es entstand unterhalb des Sees ein Wasserfall. Auch weiter abwärts veränderte sich der Bachlauf erheblich einschließlich der Flächen seitlich des Futschölbaches, großflächige Geschiebeablagerungen entstanden bis kurz vor der Jamtalhütte hinab.
Der Gefahrenbereich wird seit dem Bergsturz regelmäßig beobachtet und auf etwaige neuerliche Bewegungen untersucht. Laut dem Hüttenwirt der Jamtalhütte Gottlieb Lorenz stürzten vom Südgipfel im Laufe des Sommers 2023 weitere Partien nach, die Gefahr weiterer Gesteinsabbrüche besteht fort.

### Ursachenforschung
Der Rückgang des Permafrostes ist nach einer ersten Einschätzung des Tiroler Landesgeologen Thomas Figl die Ursache des Ereignisses. Der Geograph Gerhard Lieb nimmt daneben an, dass das Abschmelzen des Fluchthornferners, der direkt unterhalb des Abbruchgebietes liegt und dessen Eis den Fuß der sehr steilen Westwand des Berges bisher stabilisierte, Mitursache des Bergsturzes war. Ein Felssturz mit vielen tausend Kubikmetern, bei dem aber nicht der ganze Berg zusammenbricht, sei in einem Gebirge wie der Silvretta mindestens einmal alle zehn bis 100 Jahre zu erwarten. Ein weiterer Grund für den Bergsturz dürften tektonische Verschiebungen, also nicht spürbare Bewegungen von Erdplatten gewesen sein.

### Wanderwege ums Fluchthorn
Aus Sicherheitsgründen wurden die markierten Wanderwege im Gefahrenbereich (Weg von der Jamtalhütte durch das Futschöltal via Finanzerstein Richtung Kronenjoch/Futschölpass, Weg von der Hütte durch das Futschöltal Richtung Pfannknecht, Steig zum Westlichen Gamsjoch) sowie die nicht markierten Zustiege zum Zahnjoch und zur Schnapfenspitze gesperrt. Nach weiteren Untersuchungen des Landes Tirol gemeinsam mit der Gemeinde Galtür und der Bezirkshauptmannschaft Landeck zur genauen Ermittlung des Abbruchvolumens, um Auslaufbereiche möglicher Folgefelsstürze einschätzen zu können, wurde der Wanderweg durch das Futschöltal zwischen dem Gebiet Breites Wasser und der Jamtalhütte bis Mitte August 2023 auf die andere, orografisch linke Bachseite umverlegt und die Wegsperren aufgehoben (der alte und teils durch den Murgang zerstörte Wanderweg im Bereich Breites Wasser bleibt dauerhaft geschlossen und wurde abgesperrt). Der neue Weg führt direkt am neu entstandenen See vorbei und steigt dann in Kehren auf eine Geländeschulter, über die dann zuletzt mittels einer Brücke über den Futschölbach der alte Weg Richtung Finanzerstein erreicht wird. Das Fluchthorn bleibt jedoch ebenso wie der Übergang über das Zahnjoch weiterhin und längerfristig gesperrt, da beides im direkten Gefahrenbereich liegt.

## Zugang

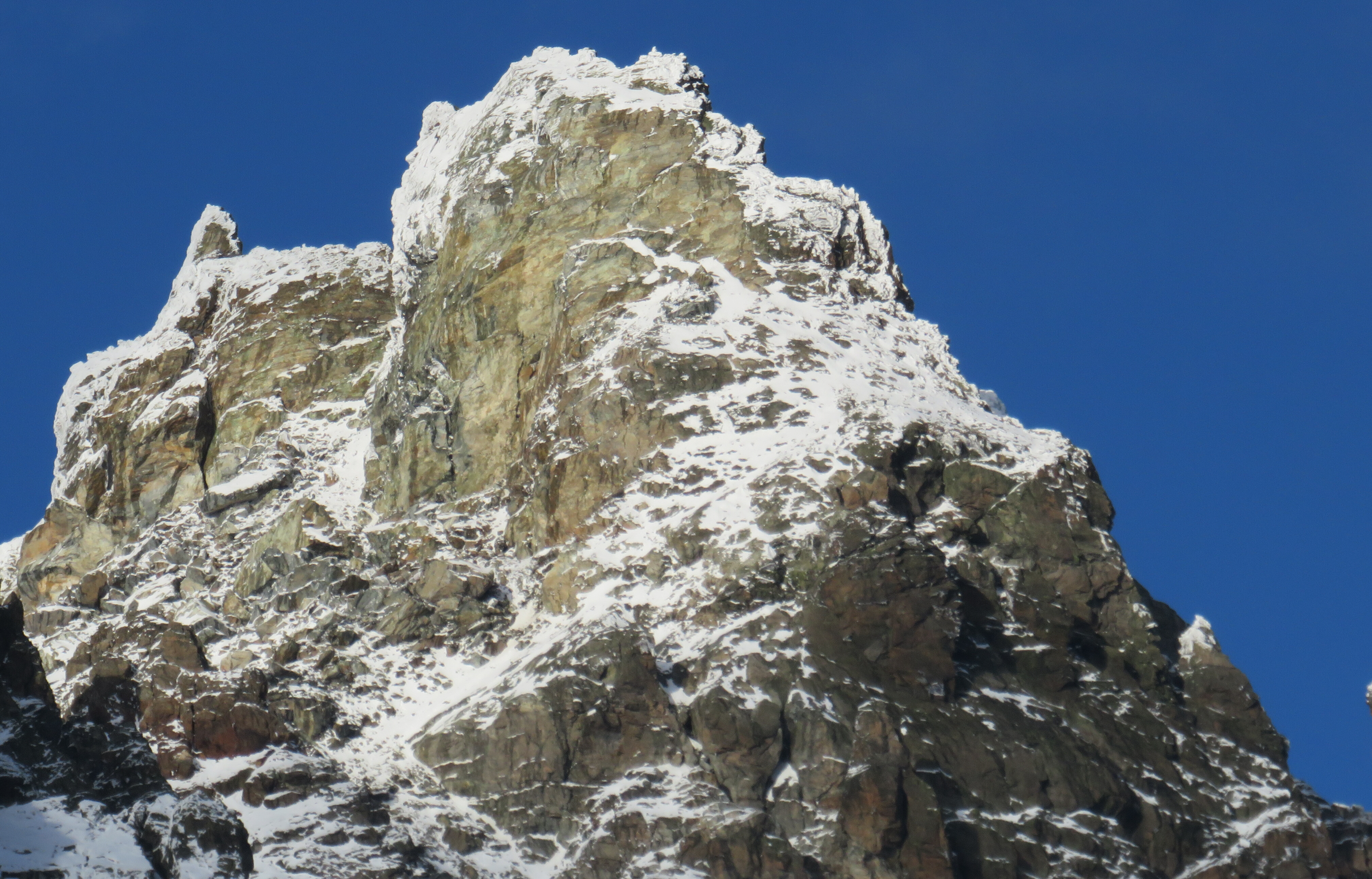
Gipfelaufbau des Fluchthorn Südgipfels nach Bergsturz 2023 (gesehen von Süden)

Ausgangspunkte für eine Besteigung von der Tiroler Seite sind die Jamtalhütte im Jamtal und die Heidelberger Hütte im Fimbatal.
Der Weg von der Jamtalhütte her führt auf 2480 m am Finanzerstein, einem Findling, in dessen Schutz eine Unterstandshütte eingerichtet ist, vorbei und weiter auf (seit dem 11. Juni 2023 bis auf Weiteres gesperrten) Steigspuren in Richtung Zahnjoch. Der Stützpunkt stand im Zusammenhang mit dem Schmuggel (unter anderem Tabak, Kaffee und Saccharin) über den nahen Futschölpass. Kurz vor dem Zahnjoch erreicht man dann die Weilenmannrinne. Der Weg von der Heidelberger Hütte zum Zahnjoch wurde vor einigen Jahren aufgelassen und die Beschilderungen entfernt. Grund ist der Rückgang des Vadret da Fenga. Der offizielle Weg aus dem Fimbatal zum Südfuss des Fluchthorns führt nun über das südlich der Krone gelegene Kronenjoch.
Man kann auch von der Schweiz her über den Futschölpass oder die Tasnafurka an den Südfuss des Fluchthorns gelangen.
Der Schlussanstieg begann bis zum Bergsturz vom 11. Juni 2023 auf etwa 2900 m Höhe westlich des Zahnjochs und führte durch die steile und oft schneegefüllte Weilenmannrinne. Die Kletterpartien im Gipfelbereich lagen in den Schwierigkeitsgraden II und III. Die Normalroute ist seitdem nicht mehr in der ursprünglichen Variante begehbar, zumal die Gefahr weiterer Gesteinsabbrüche besteht.
Die beste Jahreszeit für eine Besteigung ist der Frühsommer. Die beste Tageszeit ist wegen der geringeren Steinschlaggefahr der frühe Morgen.

## Aussicht

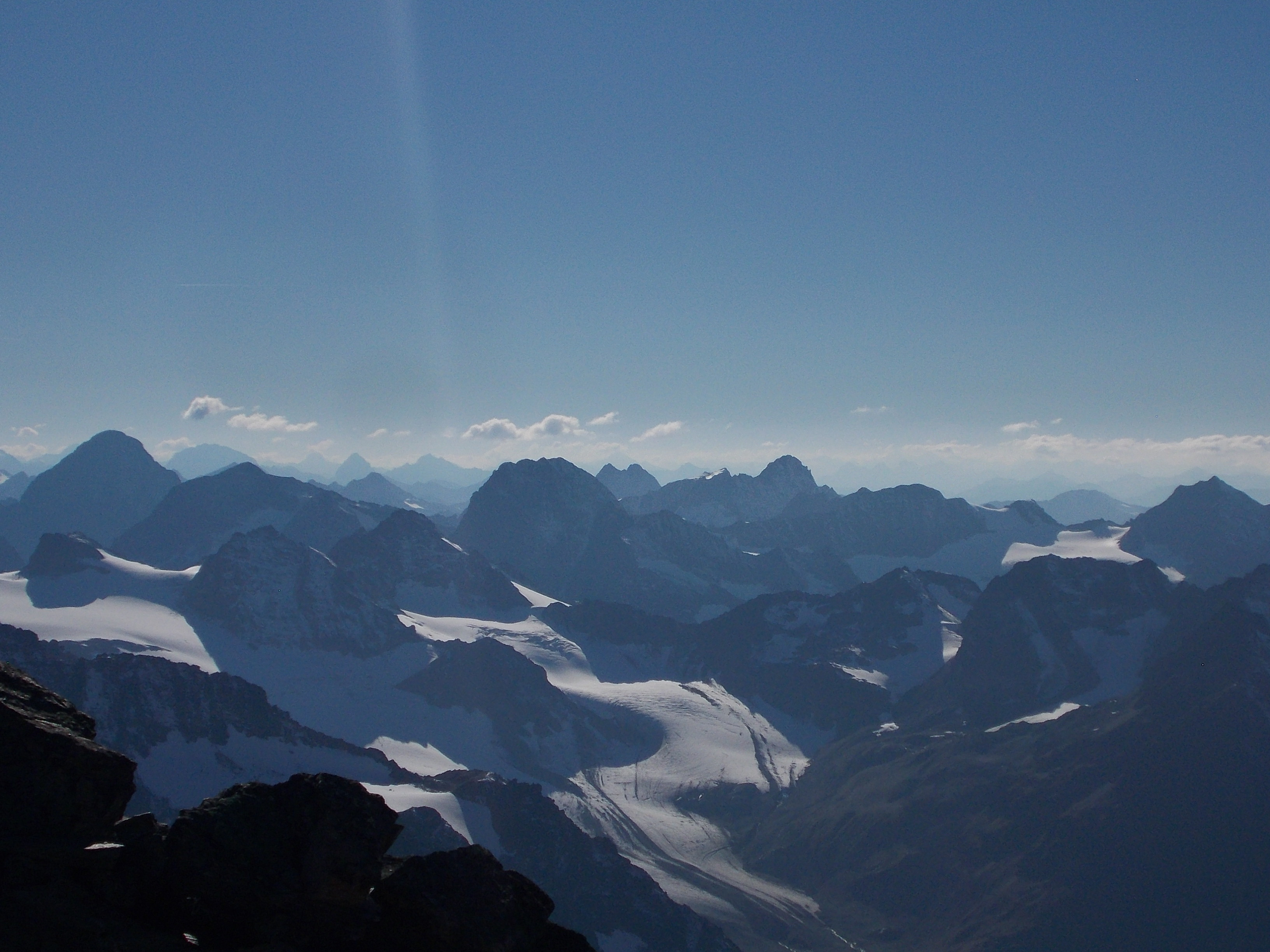
Blick vom Fluchthorn (2016, also vor dem Bergsturz) nach Südwesten, u. a. mit Piz Linard (links), Piz Buin (Mitte) und Silvrettahorn (rechts).

Der Ausblick, auch nach dem 11. Juni 2023, reicht im Osten über die Ötztaler Alpen bis zu den Stubaier Alpen, im Süden zu Care Alto, Ortler, Monte Disgrazia, Piz Bernina, und im Westen bis zum Monte Rosa, zu Dom, Weißhorn, Bietschhorn, Aletschhorn, Mönch und weiteren bekannten Gipfeln der Berner Alpen.